# 30421 Jameschafer
30421 Jameschafer este un asteroid din centura principală de asteroizi.

## Descriere
30421 Jameschafer este un asteroid din centura principală de asteroizi. A fost descoperit pe 4 iunie 2000 la Socorro, New Mexico, în cadrul proiectului LINEAR. Asteroidul prezintă o orbită caracterizată de o semiaxă mare de 2,80 ua, o excentricitate de 0,12 și o înclinație de 9,7° în raport cu ecliptica.